# 자유 가군
환론에서 자유 가군(自由加群, 영어: free module)은 기저를 가지는 가군이며, 가군의 대수 구조 다양체에서의 자유 대수이다. 어떤 자유 가군의 기저(基底, 영어: basis)는 그 가군을 선형생성하는, 선형 독립인 부분 집합이다. 달리 말해, 자유 가군의 임의의 원소에 선형 결합으로서 유일한 표현을 부여하는 가군의 부분 집합이다.

## 정의
모든 환은 곱셈 항등원을 가지며, 모든 가군에 항등원이 항등 함수로 작용한다고 하자.

### 기저
환 {\displaystyle R} 위의 왼쪽 가군 {\displaystyle M}의 기저(영어: basis) 또는 하멜 기저(영어: Hamel basis)는 다음 두 조건을 만족시키는 부분 집합 {\displaystyle B\subseteq M}이다.
- (선형 생성) 임의의 가군 원소 {\displaystyle m\in M}에 대하여, {\displaystyle m=r_{1}b_{1}+r_{2}b_{2}+\cdots +r_{n}b_{n}}인 유한 개의 기저 원소 {\displaystyle b_{1},b_{2},\dots ,b_{n}\in B} 및 {\displaystyle r_{1},r_{2},\dots ,r_{n}\in R}가 존재한다.
- (선형 독립) 임의의 유한 개의 기저 원소 {\displaystyle b_{1},b_{2},\dots ,b_{n}\in B} 및 {\displaystyle r_{1},r_{2},\dots ,r_{n}\in R}에 대하여, 만약 {\displaystyle 0=r_{1}b_{1}+r_{2}b_{2}+\cdots +r_{n}b_{n}}이라면, {\displaystyle 0=r_{1}=r_{2}=\cdots =r_{n}}이다.

오른쪽 가군의 경우도 마찬가지로 정의된다. "하멜 기저"는 특히 바나흐 공간의 샤우데르 기저나 힐베르트 공간의 정규 직교 기저와 구분하기 위하여 사용된다.
이에 따라, 만약 왼쪽 가군 {\displaystyle _{R}M}의 기저 {\displaystyle B}가 존재한다면, 가군의 모든 원소 {\displaystyle m}을 다음과 같은 꼴로 (항의 순서를 무시하면) 유일하게 나타낼 수 있다.
{\displaystyle m=r_{1}b_{1}+r_{2}b_{2}+\cdots +r_{n}b_{n}\qquad (n\in \mathbb {N} ,\;r_{1},\dots ,r_{n}\in R\setminus \{0\},\;b_{1},\dots ,b_{n}\in B)}
(여기서 {\displaystyle \mathbb {N} }은 음이 아닌 정수의 집합이며, 0개의 항의 합은 {\displaystyle 0\in M}으로 정의한다.)
순서 기저(順序基底, 영어: ordered basis)는 임의의 전순서를 부여한 기저이다. 유한 순서 기저 {\displaystyle \{b_{1},b_{2},\dots ,b_{n}\}}를 가진 자유 가군 {\displaystyle M}의 임의의 원소 {\displaystyle m\in M}는 다음과 같이 표준적으로 유일하게 표시할 수 있다.
{\displaystyle m=r_{1}b_{1}+r_{2}b_{2}+\cdots +r_{n}b_{n}\qquad (r_{1},\dots ,r_{n}\in R)}
이 경우, {\displaystyle r_{i}}를 {\displaystyle m}의 {\displaystyle i}번째 좌표(영어: {\displaystyle i}th coordinate)라고 한다. 행렬 표기법을 사용할 경우, 흔히 이는
{\displaystyle m={\begin{pmatrix}r_{1}\\r_{2}\\\vdots \\r_{n}\end{pmatrix}}}
로 표기한다.

### 자유 가군
(곱셈 항등원을 갖춘) 환 {\displaystyle R} 위의 자유 왼쪽 가군(영어: free left module)은 적어도 하나의 기저를 가질 수 있는 {\displaystyle R} 위의 왼쪽 가군이다. 오른쪽 가군에 대해서도 기저 및 자유 오른쪽 가군(영어: free right module)을 마찬가지로 정의할 수 있다.

## 성질
모든 자유 가군은 사영 가군이다. 반대로, (가환) 국소환 또는 주 아이디얼 정역에 대한 사영 가군은 자유 가군이다. 이들은 다음과 같은 함의 관계의 일부이다.
나눗셈환 위의 모든 왼쪽 가군은 자유 왼쪽 가군이며, 나눗셈환 위의 모든 오른쪽 가군은 자유 오른쪽 가군이다. (이 사실을 증명하기 위해서는 일반적으로 선택 공리가 필요하다.) 특히, 체 위의 가군은 벡터 공간이라고 하며, 벡터 공간은 항상 자유 가군이다. (체는 가환환이므로 왼쪽·오른쪽 가군을 구별할 필요가 없다.)

### 불변 기저 수 성질
환 {\displaystyle R}가 주어졌을 때, 임의의 두 양의 정수 {\displaystyle m,n\in \mathbb {Z} ^{+}}에 대하여 {\displaystyle _{R}(R^{m})\cong {}_{R}(R^{n})}이라면 (즉, {\displaystyle R}-왼쪽 가군으로서 서로 동형일 경우) {\displaystyle m=n}이 성립할 경우, {\displaystyle R}가 왼쪽 불변 기저 수 성질(不變基底數性質, 영어: invariant basis number property, 약자 IBN)을 만족시킨다고 한다. 불변 기저 수 성질을 만족시키는 환 위의 자유 가군의 경우, 그 계수를 유일하게 정의할 수 있다.
다음과 같은 환들은 왼쪽 가군에 대한 불변 기저 수 성질을 만족시킨다.
- 자명환이 아닌 가환환
- 자명환이 아닌 왼쪽 뇌터 환
- 자명환이 아닌 반국소환(영어: semilocal ring, 제이컵슨 근기에 대한 몫환이 반단순환인 환)

특히, 모든 나눗셈환은 왼쪽·오른쪽 불변 기저 수 성질을 만족시킨다.
불변 기수 성질은 유한 집합에서만 의미가 있는데, 이는 무한 기저의 경우 그 크기가 항상 불변이기 때문이다. 구체적으로, 환 {\displaystyle R} 위의 왼쪽 가군 {\displaystyle V}의 두 기저 {\displaystyle B,B'\subseteq V}가 주어졌다고 하자. 또한, {\displaystyle B}가 무한 집합이라고 하자. 그렇다면 항상  {\displaystyle |B|=|B'|}이다.
따라서, 불변 기저 수 성질을 만족시키는 환 위의 자유 가군의 경우, 그 기저의 크기는 불변량을 이룬다. 이를 자유 가군의 계수(영어: rank) 또는 (특히 나눗셈환 위의 가군의 경우) 차원(영어: dimension) 또는 하멜 차원(영어: Hamel dimension)이라고 한다.

### 불변 기저 수 성질의 강화
환 {\displaystyle R} 위의 다음과 같은 세 성질을 생각하자.
1. {\displaystyle R}는 왼쪽 자유 기저 수 성질을 만족시킨다.
2. 임의의 자연수 {\displaystyle n}에 대하여, 자유 왼쪽 가군 {\displaystyle R^{n}}은 {\displaystyle n}개 미만의 원소로 생성될 수 없다.
3. 임의의 자연수 {\displaystyle n} 및 자유 왼쪽 가군 {\displaystyle R^{n}}의 크기 {\displaystyle n}의 부분 집합 {\displaystyle \{v_{1},v_{2},\dots ,v_{n}\}\subseteq R^{n}}에 대하여, 만약 {\displaystyle Rv_{1}+Rv_{2}+\cdots +Rv_{n}=R^{n}}이라면 {\displaystyle \{v_{1},\dots ,v_{n}\}}은 기저를 이룬다.

조건 2는 조건 1을 함의하며, 조건 3은 조건 2를 함의한다. 그러나 그 역은 성립하지 않는다. 즉, 조건 1을 만족시키지만 조건 2를 만족시키지 않는 환이 존재하며, 조건 2를 만족시키지만 조건 3을 만족시키지 않는 환이 존재한다.
이들에 대한 충분 조건은 다음과 같다.
- 자명환이 아닌 왼쪽 뇌터 환은 조건 1~3을 만족시킨다.[1]:216, Proposition 2.1
- 자명환이 아닌 오른쪽 뇌터 환은 조건 1~3을 만족시킨다.[1]:217, Proposition 2.2
- 자명환이 아닌 가환환은 조건 1~3을 만족시킨다.[1]:218, Proposition 2.6

## 예
임의의 기수 {\displaystyle \kappa }에 대하여, {\displaystyle R}를 스스로에 대한 왼쪽 가군으로 보았을 때, {\displaystyle \kappa }개의 가군의 직합 {\displaystyle R^{\oplus \kappa }}은 자유 가군을 이룬다. 반대로, 모든 자유 가군은 이러한 꼴로 나타낼 수 있다.
자유 아벨 군은 정수환 {\displaystyle \mathbb {Z} }의 가군으로서 자유 가군인 아벨 군이다.

### 유클리드 공간
유클리드 공간 {\displaystyle \mathbb {R} ^{3}}의 세 벡터
{\displaystyle e_{1}={\begin{pmatrix}1\\0\\0\end{pmatrix}}}
{\displaystyle e_{2}={\begin{pmatrix}0\\1\\0\end{pmatrix}}}
{\displaystyle e_{3}={\begin{pmatrix}0\\0\\1\end{pmatrix}}}
는 {\displaystyle \mathbb {R} ^{3}}의 기저를 이룬다. 보다 일반적으로, 이를테면 {\displaystyle n}차 단위 행렬 {\displaystyle I_{n}}을 구성하는 열벡터의 집합 {\displaystyle \{e_{1},\cdots ,e_{n}\}}은 유클리드 공간 {\displaystyle \mathbb {R} ^{n}}의 정규 직교 기저이다. 이를 유클리드 공간 {\displaystyle \mathbb {R} ^{n}}의 표준 기저(標準基底, standard basis)라고 한다.
임의의 {\displaystyle n}차 가역 행렬 {\displaystyle A}를 구성하는 열벡터의 집합 {\displaystyle v=v_{1},\cdots ,v_{n}}은 유클리드 공간 {\displaystyle \mathbb {R} ^{n}}의 기저이다. 따라서 {\displaystyle \mathbb {R} }은 표준 기저 외에도 무수히 많은 기저들을 보유한다. 임의의 {\displaystyle n}차 비가역행렬 {\displaystyle B}의 추축열인 열벡터들의 집합 {\displaystyle v_{c}=v_{c,1},\cdots ,v_{c,n}}은 {\displaystyle B}의 열공간을 생성하는 기저이다. 또한 {\displaystyle B}의 추축행인 행벡터들의 집합 {\displaystyle v_{r}=v_{r,1},\cdots ,v_{r,n}}은 {\displaystyle B}의 행공간을 생성하는 기저이다.

### 영가군
임의의 환 위의 임의의 왼쪽 가군에 대하여 다음 두 조건이 서로 동치이다.
- 자유 왼쪽 가군이며, 공집합을 기저로 갖는다.
- 영가군이다.

### 불변 기저 수 성질의 실패
자명환 {\displaystyle 0}은 (자명하게) 불변 기저 수 성질을 만족시키지 않는다. 사실, 임의의 (유한 또는 무한) 기수 {\displaystyle \kappa }에 대하여 {\displaystyle 0^{\kappa }}는 (한원소 집합이므로) 자명환 위의 영가군이다.
임의의 환 {\displaystyle R}에 대하여, 열 유한 행렬환(영어: ring of column-finite matrices) {\displaystyle \operatorname {CFM} (\mathbb {N} ;R)}가 다음과 같은 꼴의 "행렬"로 구성된 환이라고 하자.
- {\displaystyle \operatorname {CFM} (\mathbb {N} ;R)}의 원소 {\displaystyle (r_{i,j})_{i,j=0,1,2,\dots }} ({\displaystyle r_{i,j}\in R})는 {\displaystyle R} 계수의 {\displaystyle \mathbb {N} \times \mathbb {N} } "행렬"이다.
- {\displaystyle \operatorname {CFM} (\mathbb {N} ;R)}의 원소의 각 열에서, 0이 아닌 성분의 수는 유한하다.

둘째 조건 때문에 두 행렬의 곱은 무한한 합을 필요로 하지 않아 잘 정의된다. 이 경우, 다음과 같은 왼쪽 가군 동형 사상이 존재하므로, 불변 기저 수 성질이 성립하지 않는다.
{\displaystyle \operatorname {CFM} (\mathbb {N} ;R)\to \operatorname {CFM} (\mathbb {N} ;R)^{2}}
{\displaystyle (r_{i,j})_{i,j\in \mathbb {N} }\mapsto \left((r_{i,2j})_{i,j\in \mathbb {N} },(r_{i,2j+1})_{i,j\in \mathbb {N} }\right)}
즉, 이 가군 동형 사상은 짝수 번째 열과 홀수 번째 열을 분리하는 것이다.

## 역사
기저의 개념은 게오르크 프로베니우스의 1844년 저서에 등장하지만,:245 프로베니우스는 이에 대한 용어를 도입하지 않았다. 이후 리하르트 데데킨트는 1894년에 대수적 수론을 다루는 과정에서 기저(독일어: Basis 바지스[*])라는 용어를 (오늘날과 같은 뜻으로) 도입하여 사용하였다.:248:468, Supplement XI, §164
"하멜 기저"라는 용어는 게오르크 카를 빌헬름 하멜(독일어: Georg Karl Wilhelm Hamel, 1877~1954)의 이름을 딴 것이다. 1905년에 하멜은 선택 공리를 사용하여, 실수 집합 {\displaystyle \mathbb {R} }가 유리수 벡터 공간으로서 (하멜) 기저를 가짐을 증명하였다.

## 같이 보기
- 자유 대상